# Trimma randalli
Trimma randalli és una espècie de peix de la família dels gòbids i de l'ordre dels perciformes.

## Morfologia
- Els mascles poden assolir 2 cm de longitud total.[3]

## Hàbitat
És un peix marí de clima tropical i associat als esculls de corall fins als 2-17 m de fondària.

## Distribució geogràfica
Es troba a la República de Palau i a les Filipines.